# Параизу-ду-Сул
Параизу-ду-Сул (порт. Paraíso do Sul) — муниципалитет в Бразилии, входит в штат Риу-Гранди-ду-Сул. Составная часть мезорегиона Восточно-центральная часть штата Риу-Гранди-ду-Сул. Входит в экономико-статистический микрорегион Кашуэйра-ду-Сул. Население составляет 7690 человек на 2006 год. Занимает площадь 342,448 км². Плотность населения — 22,5 чел./км².

## История
Город основан 12 мая 1988 года.

## Статистика
- Валовой внутренний продукт на 2003 составляет 68 132 374,00 реалов (данные: Бразильский институт географии и статистики).
- Валовой внутренний продукт на душу населения на 2003 составляет 9119,58 реалов (данные: Бразильский институт географии и статистики).
- Индекс развития человеческого потенциала на 2000 составляет 0,764 (данные: Программа развития ООН).

## География
Климат местности: субтропический.